# Tương (Hán)
Tương (tiếng Trung: 襄; bính âm: Xiang; ? - ?), không rõ họ, là khai quốc công thần nhà Tây Hán trong lịch sử Trung Quốc.

## Cuộc đời
Tương không rõ họ, không rõ quê quán, là đội sử quân Tần ở huyện Đãng.
Năm 207 TCN, Ung Xỉ làm phản ở ấp Phong, khiến Bái công Lưu Bang mất đi hậu phương. Lưu Bang liên kết với Ninh quân Trần Anh tấn công tướng Tần là Tư Mã Nghiệt ở Đãng. Quân Sở vây thành 3 ngày thì môn úy Nhi Chích mở cổng thành, dẫn quân Sở vào thành. Lưu Bang chiếm huyện Đãng, thu được mấy nghìn quân. Tương khi đó giữ chức chấp thuẫn đội sử, đi theo Lưu Bang.
Năm 206 TCN, Lưu Bang được phong làm Hán vương, đóng đô Hán Trung. Tương theo Lưu Bang vào đất Thục, được phong làm Trị túc nội sử, đứng hàng cửu khanh.
Năm 205 TCN, quân Hán theo đường Trần Thương tấn công Tam Tần. Ung vương Chương Hàm chiến bại, cố thủ Phế Khâu. Lưu Bang cho các tướng chia quân đánh Lũng Tây, Bắc Địa, Thượng. Tương được phong làm quận thú quận Thượng thuộc nước Địch, dẫn quân đánh quận này. Địch vương Đổng Ế đầu hàng quân Hán.
Cùng năm, Ngụy vương Báo phản Hán theo Sở. Lưu Bang phái Đại tướng quân Hàn Tín đánh vào nước Ngụy, lại phái Tương dẫn quân từ Thượng sang. Ngụy Báo thua trận rồi bị bắt. Tương sau đó tiếp tục giữ chức Trị túc nội sử, cùng Tiêu Hà quản lý Quan Trung.
Năm 201 TCN, Tương thụ phong tước Cức Khâu hầu (棘丘侯), thực ấp 970 hộ, vẫn giữ chức Trị túc nội sử. Năm 185 TCN, Lã hậu khống chế triều đình, biếm Tương làm sĩ ngũ (sĩ tốt), đoạt đất phong, xóa bỏ phong quốc. Trước đó một năm (186 TCN), Hữu thừa tướng Doãn Khôi, Xạ kỵ tướng quân Trương Việt cũng gặp phải tình cảnh tương tự.